# 斯德哥爾摩路面電車
斯德哥爾摩路面電車（瑞典語：Spårvagnstrafik i Stockholm）是瑞典首都斯德哥爾摩的路面電車與輕軌系統，長41公里、設53個車站。

## 歷史
斯德哥爾摩路面電車的歷史開始於1877年，當時是由馬匹牽引，部分路線使用蒸氣機車牽引。1901年路線開始電氣化，1933年開始將部分路段地下化維准地铁，在1946年時達到最大規模。1950年之後許多斯德哥爾摩電車的路線變為斯德哥爾摩地鐵的路線，1967年瑞典道路通行方向改變 (H日)有軌電車線大量關閉，僅剩少數幾條郊區路線。
1980年代開始，一些城市開始重新引入輕軌系統，1991年斯德哥爾摩電車動物園線重新恢復運營，1997年12號線进行立交化和车型更新变为轻轨。2000年第一條新建輕軌路線交叉線開通並編為22號線。2010年利用輕軌車輛運行動物園線開通城市線，並編為7號線，使用舊有軌電車運行的路線則編為7N線。2015年利丁格線改造為輕軌編為21號線。2021年交叉線開通一條支線連接斯德哥爾摩布羅馬機場，編為31號線，另外22號線改編為30號線。

## 路線
| 編號 | 路線     | 開通 | 長度               | 車站數 | 類型         |
| ---- | -------- | ---- | ------------------ | ------ | ------------ |
| 7    | 城市線   | 2010 | 3.5 km（2.2 mi）   | 11     | 路面電車     |
| 7N   | 動物園線 | 1991 | 2.9 km（1.8 mi）   | 10     | 旧式有轨电车 |
| 12   | 諾克比線 | 1997 | 5.6 km（3.5 mi）   | 10     | 輕軌         |
| 21   | 利丁厄線 | 2015 | 9.2 km（5.7 mi）   | 14     | 輕軌         |
| 30   | 交叉線   | 2000 | 18.2 km（11.3 mi） | 25     | 輕軌         |
| 31   | 交叉線   | 2021 |                    | 6      | 輕軌         |

## 車輛

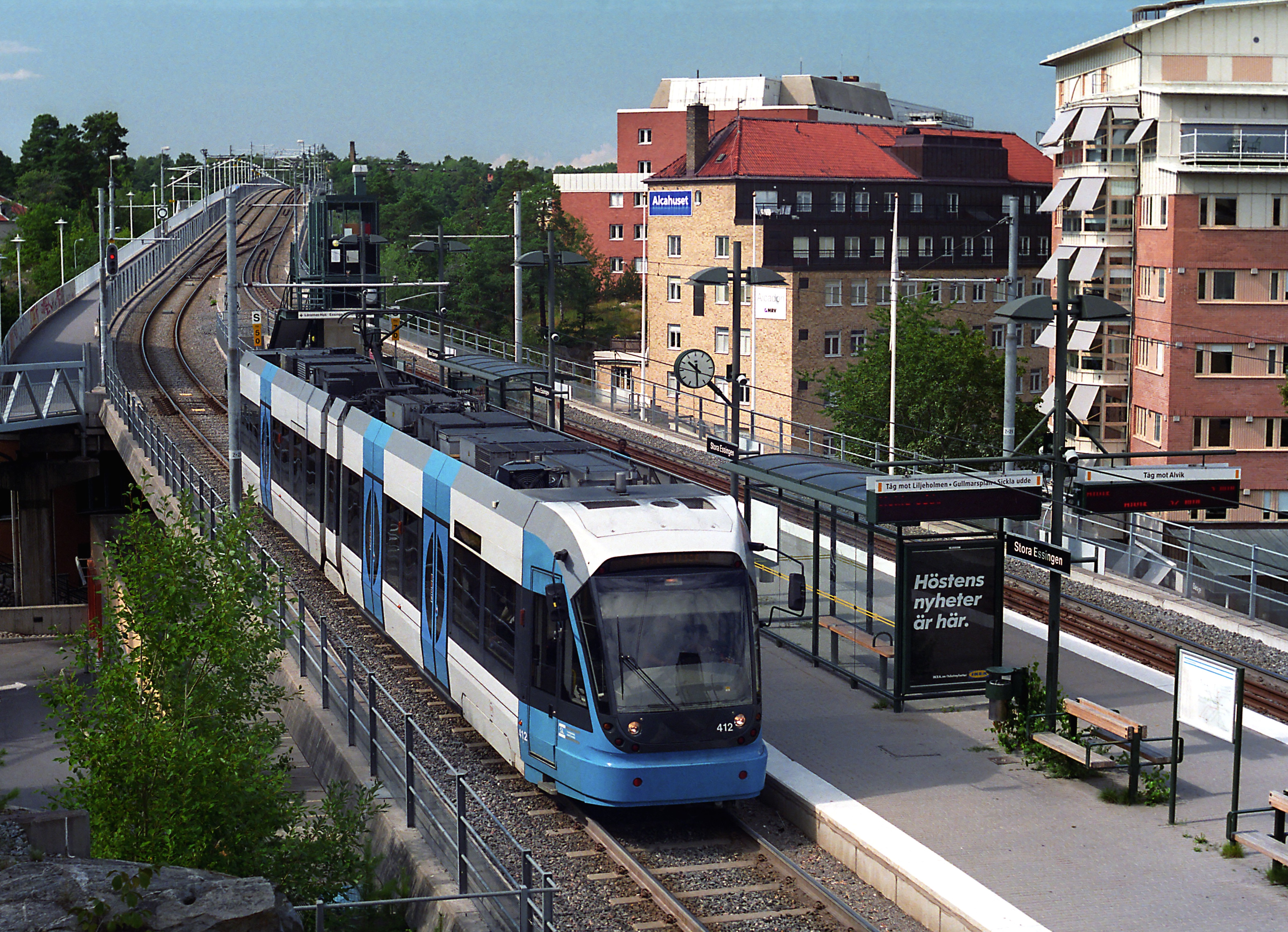
A32
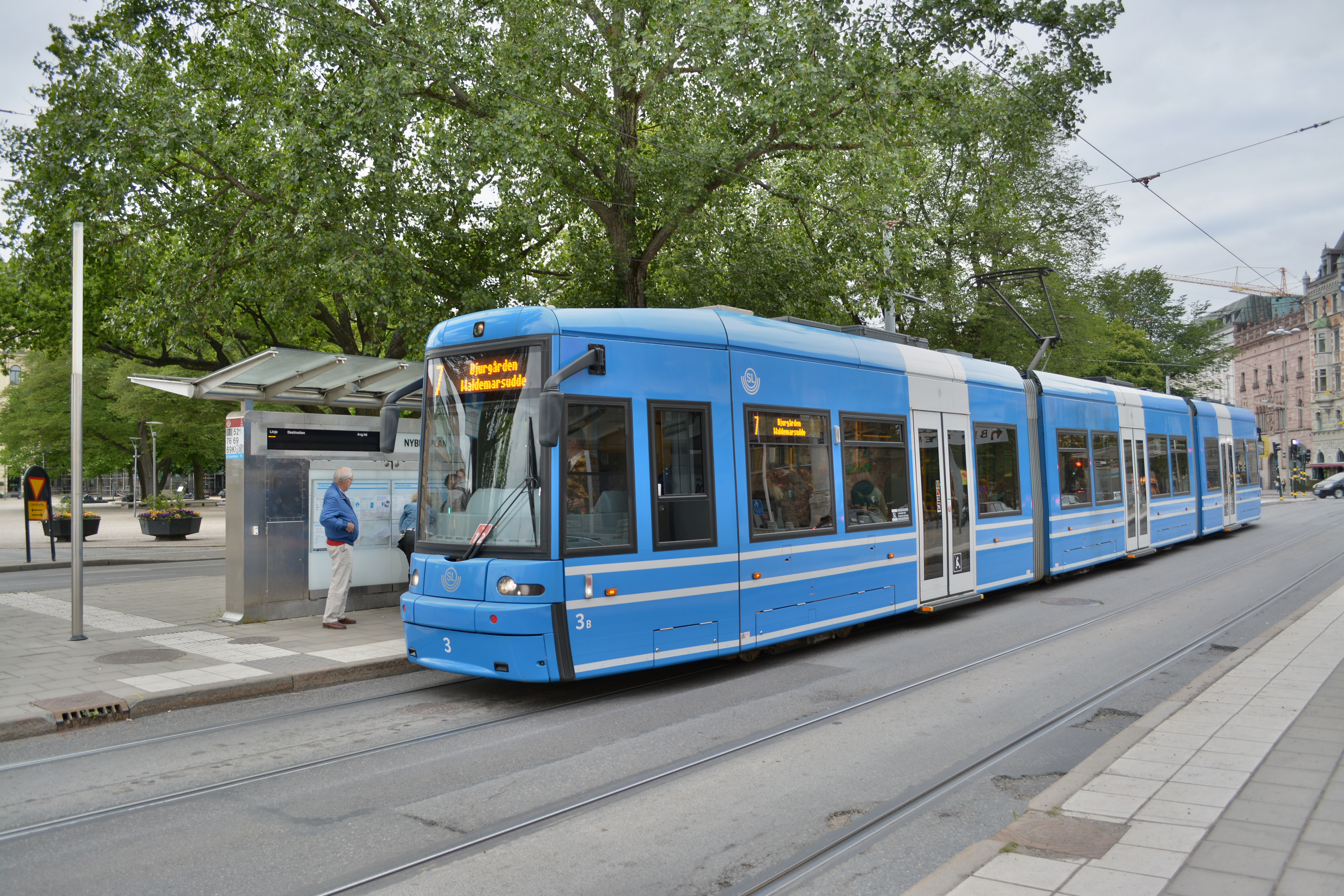
A34
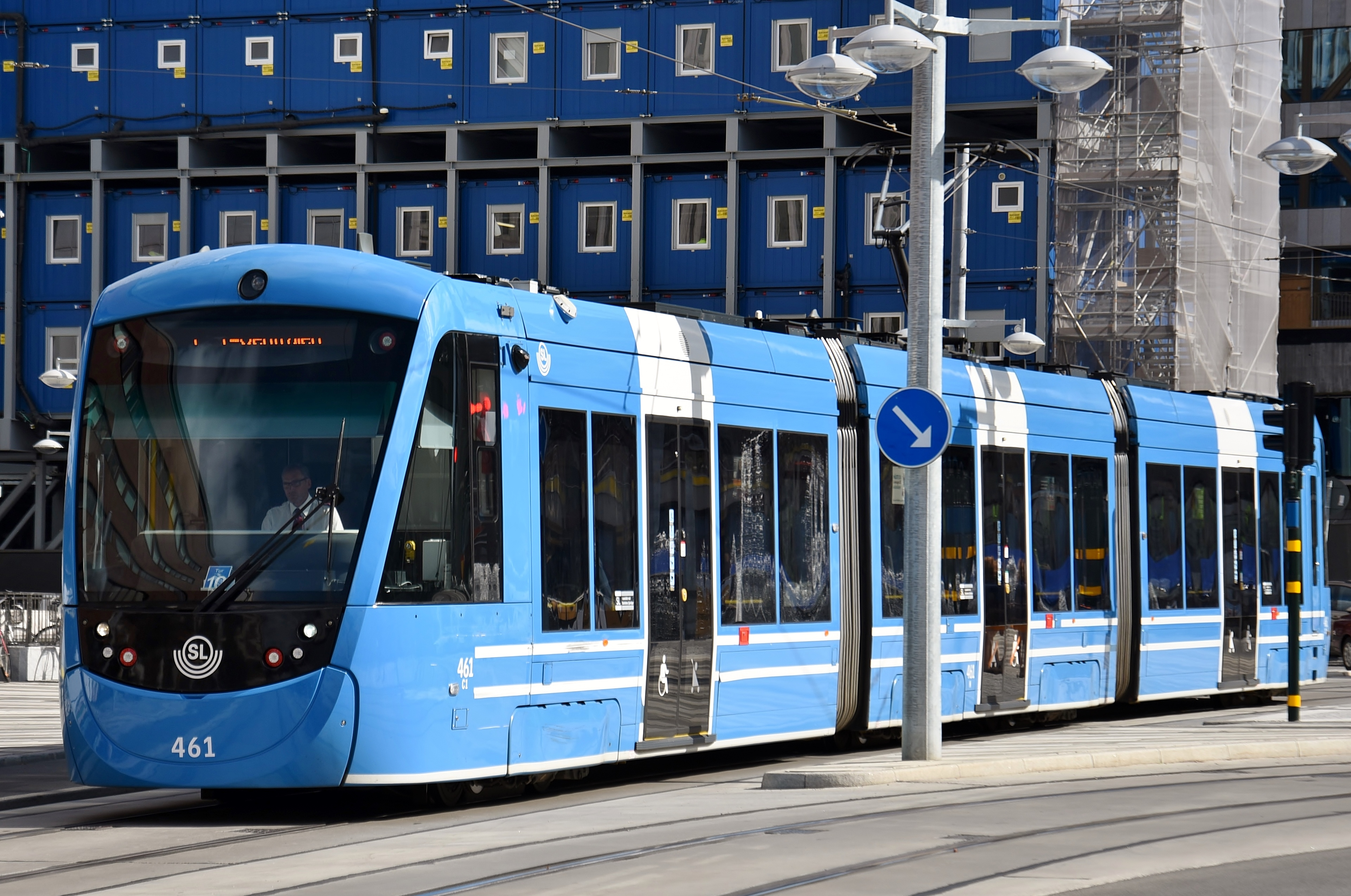
A35
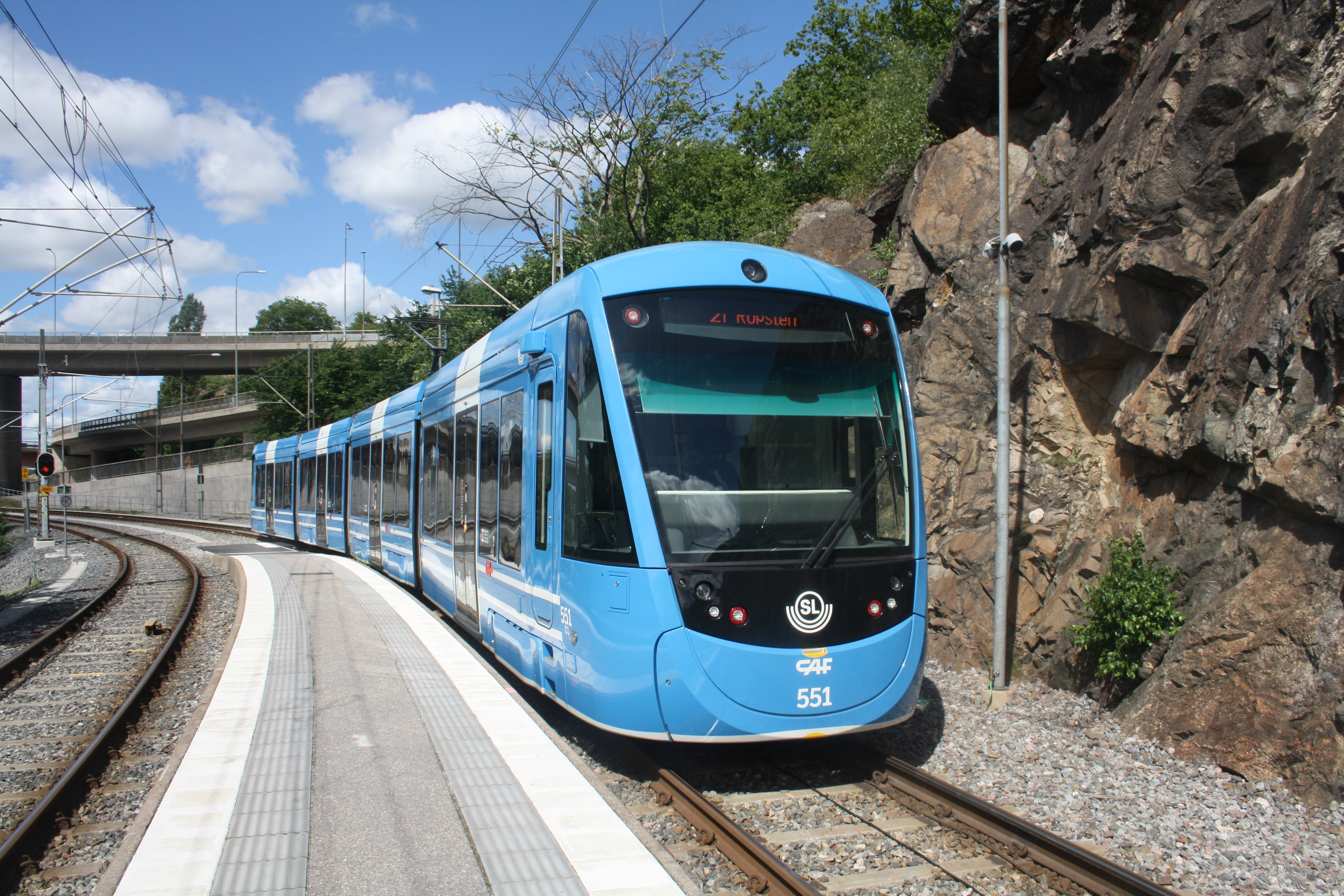
A36

目前斯德哥爾摩電車，有4種輕軌列車。分別為 A32、A34、A35、A36，A32是第一款輕軌列車，於1999年投入，A32與A34由龐巴迪生產，為3節編組列車，A34列車於2006年投入，當時借用法蘭克福有軌電車和北雪平電車的車輛，直到2012年斯德哥爾摩訂購的列車交付。A35、A36由鐵路建設和協助公司生產，A35為3節編組列車，A36為4節編組列車，2013~2014年交付。至於7N線則使用A30型電力機車牽引B30型車廂運行。

## 未來計畫
斯德哥爾摩電車的未來計畫包括
- 交叉線延伸至索伦蒂纳市海倫倫德，預計2025年全線完工  。[8]
- 城市線延伸至羅普斯騰站（英语：Ropsten metro station），與利丁厄線和斯德哥爾摩地鐵紅線轉乘。[9]
- 新建路面電車南線，連接胡丁厄。[10]

## 外部連結
维基共享资源上的相關多媒體資源：斯德哥爾摩路面電車
- AB Storstockholms Lokaltrafik （页面存档备份，存于） （瑞典文）
- AB Storstockholms Lokaltrafik （页面存档备份，存于） （英文）
- 2012 Map of all SL Rail Lines (tram lines included) (pdf)
- Tram.se - Stockholm tramway lines （页面存档备份，存于） （英文）

59°21′N 18°04′E / 59.350°N 18.067°E